# 北澧河
北澧河，位于中华人民共和国河北省南部，是滏阳河左岸支流，发源于邢台市任泽区邢家湾镇环水村西南，由南澧河、留垒河、洺河、顺水河、牛尾河等河流汇流而成，北流至邢家湾镇以西分为两支：西为北澧新河，东为北澧老河。两河大致平行向北偏东流，贯穿隆尧县中东部，新老两河于隆尧县大张庄乡张家口村以东合二为一，之后向东北流经宁晋县南部，于宁晋县耿庄桥镇史家嘴村东北汇入滏阳河。干流河长41.3前面，流域面积10574平方千米。北澧河是连接大陆泽、宁晋泊两个蓄滞洪区的通道，设计流量300立方米每秒。